# Estudio Polifónico de Medellín
Das Estudio Polifónico de Medellín, Coro & Orquesta ist ein sinfonischer Chor und Orchester mit Sitz in der Stadt Medellín, Kolumbien. Derzeit besteht es aus rund 75 Mitgliedern. Gegründet wurde das Estudio am 24. Mai 1966 vom kolumbianischen Musiker und Kapellmeister Alberto Correa Cadavid zunächst als Chor. 1983 gründete Correa dann, zunächst als Begleitung für den Chor, das Orquesta Filarmónica de Medellín. Das Estudio wurde von der nationalen Kritik als der führende sinfonische Chor Kolumbiens angesehen und wurde vom Stadtrat von Medellín als Kulturerbe der Stadt anerkannt. Derzeit konzentriert es sich auf die Interpretation sinfonischer, choraler und sinfonisch-choraler Musik.
Anfang des Jahres 2014 gründete das Estudio ein neues Stammorchester. Mit dieser Zusammensetzung hat es insgesamt mehr als 100 Konzerte in der Stadt Medellín, in verschiedenen Gemeinden von Antioquia und in verschiedenen Städten des Landes gegeben. Im Jahr 2022 wurden Bildungsprogramme in mehreren Gemeinden von Antioquia gestartet, an welchen bisher rund 330 Kinder und Jugendliche eine musikalische Ausbildung erhielten.
Das Repertoire des Estudio umfasst mehr als 60 Werke, darunter Oratorien (Messiah, Israel in Ägypten, die Krönungshymnen für Georg II. von J. F. Händel, Magnificat, Messe in h-Moll und Kantaten von J. S. Bach, Christus am Ölberge von Beethoven, Requiem und C-Dur-Messe von Mozart usw.), Opern (Fidelio von Beethoven, Orpheus und Eurydike von Gluck, Lucia di Lammermoor von Donizetti, Don Giovanni von Mozart, Der Barbier von Sevilla von Rossini und andere), Operetten und Zarzuelas (Die lustige Witwe von Lehár, Luisa Fernanda von Moreno Torroba usw.).
Zu den Chefdirigenten des Estudio gehörten nach Alberto Correa unter anderen Andrés Orozco Estrada, Alejandro Posada, André Rieu, Mario Gómez-Vignes, Arthur Oldham, Louis Clark, Jaime León, Daniel Lipton, Agustín Cullel, Manuel Hernández, Miguel Ángel Caballero, J. Lombana und Gustavo Yépes.
Zu den Solistinnen und Solisten des Chors gehörten unter anderen Cinthya Lohman, Carmiña Gallo, Zoraida Salazar, Marina Tafur, Donna Bruno, Inés FeoLacrux, Sofía Salazar, Dan Dresen, Raimund Mettre, Raimund Coster und Plamen Hidjov.
Das Estudio Polifónico hat mehrere Ehrungen und Auszeichnungen erhalten, u. a. die Pedro-Justo-Berrío-Medaille der Stadtverwaltung von Medellín, Anerkennungen der Departementsversammlung von Antioquia, des Stadtrats und der Stadtverwaltung von Medellín sowie der U.P.B.